# سيسيل آر. كينغ
سيسيل آر. كينغ (بالإنجليزية: Cecil R. King)‏ هو سياسي أمريكي، ولد في 13 يناير 1898 في الولايات المتحدة، وتوفي بنفس المكان في 17 مارس 1974. حزبياً، نشط في الحزب الديمقراطي. انتخبعضو مجلس النواب الأمريكي.